# Westmorland

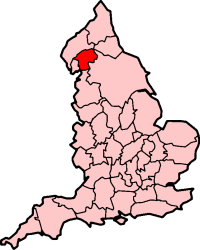
Położenie historycznego hrabstwa Westmorland w Anglii

Westmorland (dawniej Westmoreland) – hrabstwo historyczne i kraina w północno-zachodniej Anglii. Westmorland pełniło funkcję hrabstwa administracyjnego w latach 1889-1974, kiedy to zostało włączone, wraz z sąsiądującym hrabstwem Cumberland oraz fragmentami hrabstw Lancashire i Yorkshire, do nowo utworzonego hrabstwa Kumbria. Powierzchnia hrabstwa w 1971 roku wynosiła 2043 km², a liczba ludności – 72 041. Historyczną stolicą hrabstwa było Appleby (obecnie Appleby-in-Westmorland), a w latach 1889-1974 miasto Kendal.

## Geografia

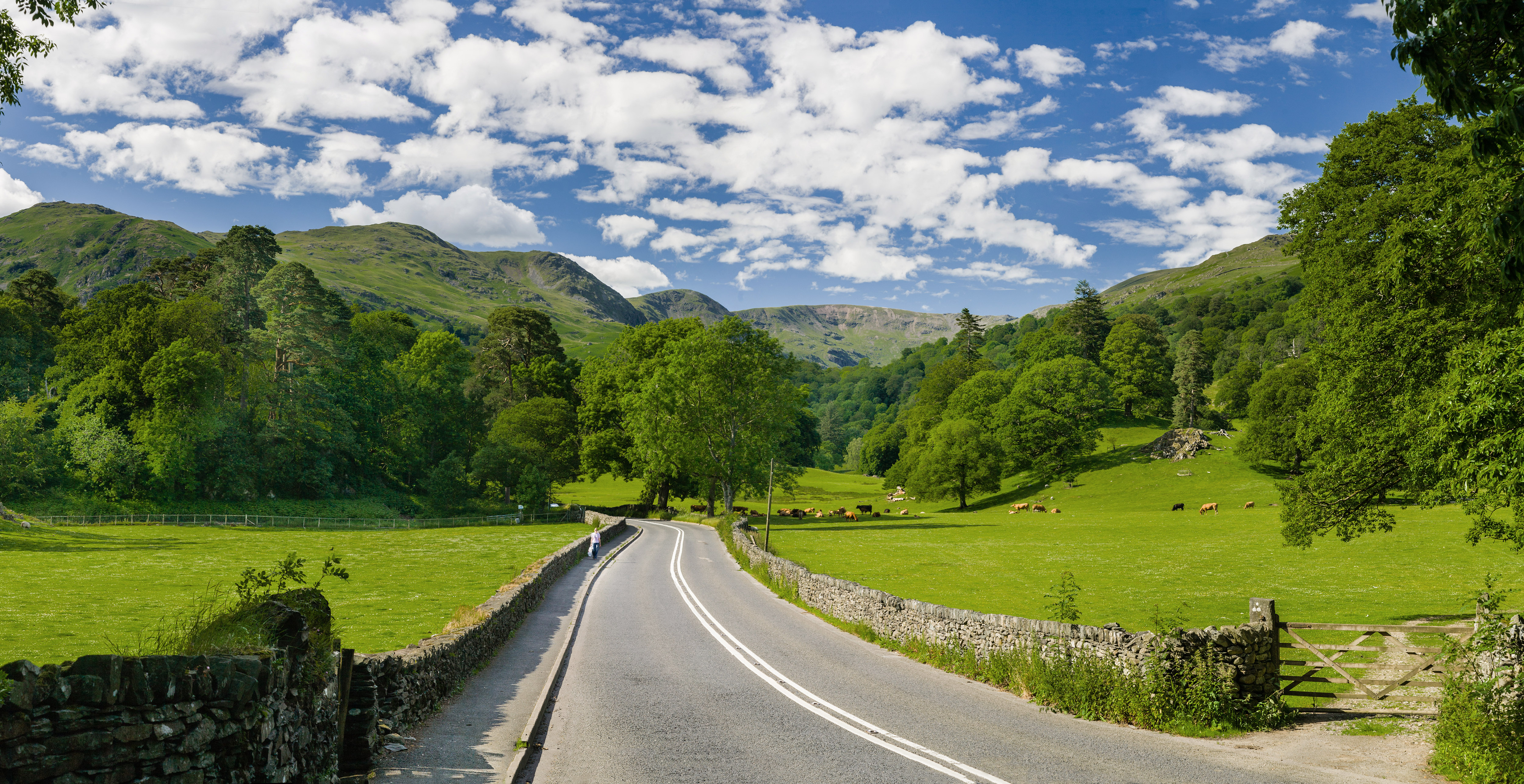
Droga A591 prowadząca przez Krainę Jezior na odcinku z Ambleside do Grasmere, na zachodnim skraju dawnego hrabstwa Westmorland

Na północy Westmorland graniczyło z hrabstwem Cumberland, na północnym wschodzie z hrabstwem Durham, na wschodzie z Yorkshire, natomiast na południu i zachodzie z Lancashire. Do hrabstwa należał niewielki fragment wybrzeża zatoki Morecambe, zlokalizowany pomiędzy należącą do Lancashire krainą Furness a właściwą częścią hrabstwa, oddzielonych tąż zatoką.
Zachodnia część hrabstwa Westmorland obejmowała fragment górzystej Krainy Jezior (ang. Lake District), podczas gdy na wschodzie hrabstwo rozciągało się przez rozległą dolinę rzeki Eden po pasmo Gór Pennińskich. W południowej części hrabstwa niskie wzgórza poprzecinane dolinami stopniowo przechodziły w nadmorską nizinę.

## Historia

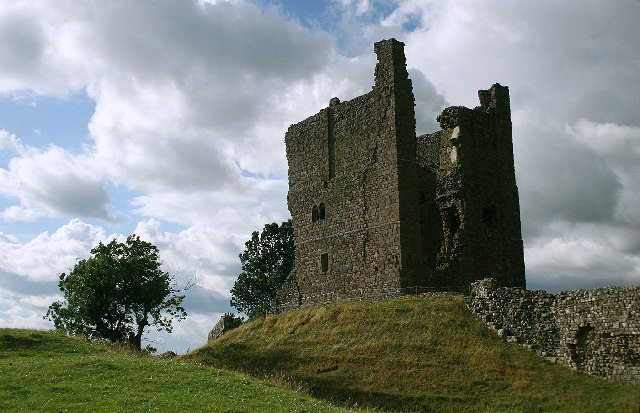
Brough Castle

Hrabstwo Westmorland, którego początki sięgają XII wieku, charakteryzowało się niewielkim zaludnieniem. Zamieszkująca je ludność zajmowała się głównie wypasem owiec. Rozgrywające się w średniowieczu walki graniczne pomiędzy Anglikami a Szkotami co pewien czas dewastowały ziemie należące do hrabstwa, które nie odegrało większej roli w dalszej historii Anglii. Z czasem miasto Kendal stało się ważnym ośrodkiem włókiennictwa oraz handlu wełną. Na początku XIX wieku angielscy poeci jezior (William Wordsworth, Samuel Taylor Coleridge oraz Robert Southey) spopularyzowali Krainę Jezior. Budowa pierwszych linii kolejowych sprzyjała rozwojowi turystyki, skoncentrowanej głównie wokół miast Kendal i Windermere, która do dziś pozostaje dla regionu istotną gałęzią gospodarki.
Na obszarze hrabstwa znaleźć można liczne pozostałości z epoki brązu w postaci kurhanów oraz kamiennych kręgów, a także ruiny średniowiecznych zamków (m.in. Appleby, Brough czy Brougham).